# Sans feu ni lieu
Ne doit pas être confondu avec Sans feu ni lieu : Signification biblique de la Grande Ville.
Sans feu ni lieu est un roman policier de Fred Vargas, publié en 1997 aux éditions Viviane Hamy.

## Résumé
Louis Kehlweiler, surnommé « l'Allemand », flanqué de son Bufo de crapaud, tente de sauver Clément Vauquer, un jeune trentenaire, accordéoniste fort niais que traquent comme une bête féroce tous les corps de police de Nevers à Paris : considéré comme un prédateur, Clément est accusé d'avoir assassiné de façon ignoble au moins deux jeunes femmes.
Marc, Lucien et Matthias, les « Évangélistes » historiens, ainsi que Vandoosler le « Vieux », secondés par Marthe, ancienne prostituée « à la retraite » qui avait tenté l'éducation de Clément quand il était enfant, sont de la partie. Ils vont fouiller et retourner toute cette affaire dont les faits peuvent être lus de diverses manières, surtout quand l'une des versions est contée par un naïf. Arriveront-ils à innocenter le « petit » ou bien le flair de « l'Allemand » les a-t-il amenés à aider un assassin ?
N'y a-t-il vraiment que deux victimes ou bien sont-ils en train de mettre au jour une série plus macabre ?
Sur fond de souffrances mentales, cette histoire est autant taillée dans le bois que les statuettes d'un bourreau qui s'ignore. Les traits d'un monstre se dessinent lentement alors que Louis s'ingénie à multiplier les entorses à la procédure policière.
Mais comment innocenter quelqu'un qui était présent lors de chaque crime ?

## Éditions
- Paris : Viviane Hamy, 1997, 250 p. (Chemins nocturnes).  (ISBN 2-87858-093-1).
- Paris : le Grand livre du mois, 1998, 250 p.  (ISBN 2-7028-0631-7).
- Versailles : Feryane, 1998, 392 p. (Policier).  (ISBN 2-84011-246-9). Éd. en gros caractères.
- Paris : J'ai lu, 2001, 282 p. (J'ai lu : policier ; 5996).  (ISBN 2-290-31258-4).
- Paris : le Grand livre du mois, 2005, 265 p.  (ISBN 2-2860-0315-7).
- Enregistrement sonore : texte intégral / Fred Vargas, aut. ; lu par Paul Barge. Paris : Éd. Thélème ; France : distrib. les Belles lettres, 2006. 6 disques compacts. Enregistrement (son) : (France) Paris, Studio Cosmo.  (ISBN 2-87862-316-9). - Éditions Thélème 816 (coffret). -  (ISBN 9782878623161).